# Françoise Ninghetto

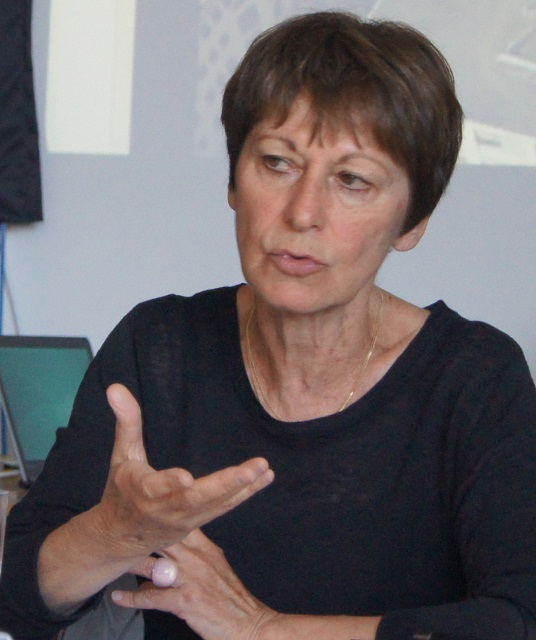
Françoise Ninghetto (2018)

Françoise Ninghetto (* 1947, Kanton Wallis) ist eine Schweizer Kuratorin und Kunsthistorikerin. Sie war von 1999 bis 2017 stellvertretende Direktorin des Musée d’art moderne et contemporain (MAMCO) in Genf.

## Leben
Françoise Ninghetto wurde 1947 im Wallis geboren und wuchs in Genf auf. Sie hat einen italienischen Vater und eine Schweizer Mutter. Nach einem Studium an der Universität Genf arbeitete sie von 1984 bis 1990 beim Centre d’art Halle Sud und anschliessend als freie Autorin bei der Tribune de Genève.
Ab 1994 baute Ninghetto als Chefkuratorin das Genfer Kunstmuseum MAMCO auf. Nach fünf Jahren wurde sie stellvertretende Direktorin. Seit 2017 ist sie dort noch als ehrenamtliche Kuratorin tätig.
Von 2008 bis 2016 war Ninghetto Präsidentin der Kommission, welche die Künstler für das Istituto Svizzero di Roma auswählte.
Ninghetto ist Vizepräsidentin der Sektion Schweiz des internationalen Kunstkritiker-Verbands AICA. Sie ist Redaktionsmitarbeiterin der Schweizer Zeitschrift Kunstbulletin und der dazu gehörenden Online-Plattform artlog.net. Als Autorin hat sie seit 2001 viele französische Editorials des Kunstbulletins verfasst. Für die Encyclopædia Universalis verfasste sie die Biographien von Fabrice Hybert, Tony Oursler und Pipilotti Rist; für das SIKART beispielsweise jene der Künstler Sylvie Fleury, Chérif und Silvie Defraoui.
Françoise Ninghetto ist verheiratet und hat keine Kinder.

« Le noyau de base, c’est une équipe de femmes résistantes dans la durée et au stress. Une femme ressemble à un coureur de fond, elle a de nombreuses ressources. »

„Die Grundlage ist ein Team von Frauen, die ausdauernd und gegen Stress beständig sind. Eine Frau ähnelt einem Dauerläufer, sie verfügt über zahlreiche Ressourcen.“

## Schriften (Auswahl)
- Als Mitwirkende: Toit du Monde. Lars Müller, 2002.
- Mit Jacques Jouet: Hoptitoh: Tito Honegger, Objets 1991–2003. Quiquandquoi, 2004.
- Mit Marie Velardi: Pro Helvetia, Fondation Suisse pour le Culture. Luzern/Poschiavo 2009, ISBN 978-3-907474-55-6.
- Mit Karine Tissot: Artistes à Genève: de 1400 à nos jours. L’APAGe, 2010.
- Mit Gianni Motti et al.: Gianni Motti. Galerie Perrotin, Paris 2013.
- Les débuts: de Dada à la performance, en passant par Fluxus et le happening. In: Le «performatif». Les arts de la performance en Suisse. ISBN 3-909622-05-4, S. 17–27.

### Lexikoneinträge
- Künstlerbiographien in der Encyclopædia Universalis und im SIKART